# Untold Story
Untold Story è il primo album indipendente del rapper di Compton, Game pubblicato nel 2004 (prima ancora dell'uscita del famoso The Documentary) dalla Get Low Records, l'etichetta di JT the Bigga Figga. Questo album ebbe un buon successo ed accrebbe la fama di Game tanto da piazzarsi alla posizione 29 nella Top R&B/Hip-Hop Albums. Vi hanno collaborato Young Noble (membro degli Outlawz) e altri rapper della West Coast come San Quinn.

## Tracce
1. Intro  (ft. JT the Bigga Figga)
2. Neigborhood Supa Starz  (ft. JT the Bigga Figga)
3. When Shit Get Thick  (ft. Sean T & JT the Bigga Figga)
4. I'm Looking  (ft. Blue Chip)
5. Real Gangstaz
6. Drama Is Real  (ft. San Quinn)
7. Compton 2 Fillmore  (ft. JT the Bigga Figga)
8. El Presidente  (ft. Telly Mac)
9. G.A.M.E.  (ft. Young Noble)
10. Cali Boyz
11. Who the Illest  (ft. Sean T)
12. Bleek Is...
13. Street Kings  (ft. Get Low Playaz)
14. Don't Cry  (ft. Blue Chip)
15. Exclusively  (ft. Get Low Playaz & Young Noble)
16. Compton Compton
17. Outro  (ft. JT the Bigga Figga)